# Enímia de Burlatis
|  | Per a altres significats, vegeu «Santa Enímia (desambiguació)». |

Enímia de Burlatis (Gàl·lia, final del segle VI - Burlatis, actual Santa Enimia, Losera, 628) fou una monja occitana, abadessa. És venerada com a santa per l'Església catòlica.

## Vida i llegenda
La seva vida és relatada en un text del segle xii i per un poema amb dos mil versos del trobador Bertran de Marsella.
La llegenda la fa princesa merovíngia, filla de Clotari II i germana de Dagobert I, que hauria viscut al segle VII. Tot i la seva gran bellesa es va dedicar a tenir cura dels pobres, invàlids i leprosos. Quan va haver d'escollir marit, el pare li va suggerir diversos pretendents, però la noia va refusar al·legant que estava casada amb Déu i amb Crist; el pare va preparar el casament igualment i Enímia va demanar ajut diví per conservar la seva puresa: l'ajut li va arribar en contreure la lepra i quedar desfigurada, sense que cap metge la pogués guarir.

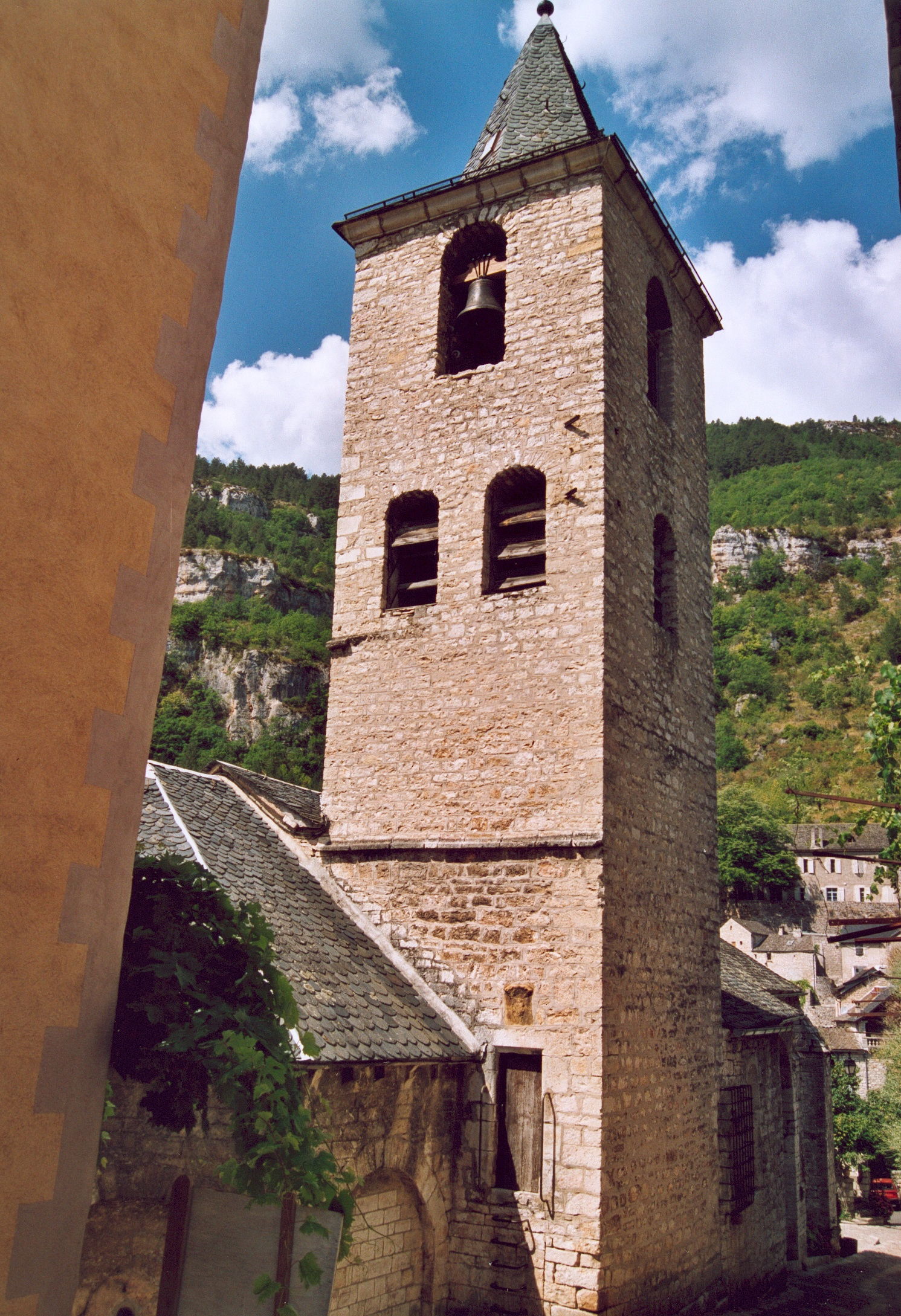
Església de Santa Enimia, on hi havia hagut la capella de la santa.

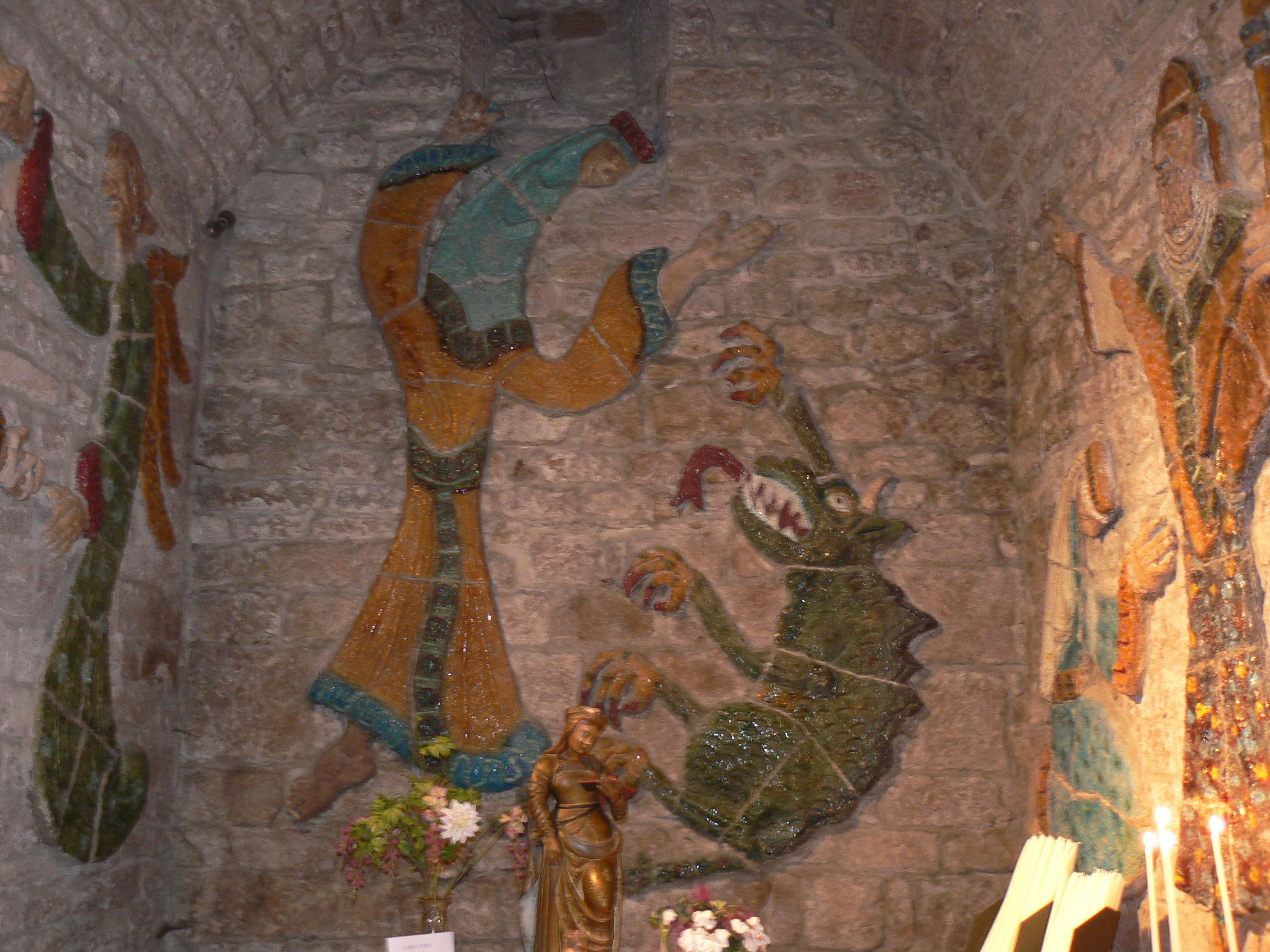
La santa amb el drac, a l'església de Santa Enimia.

La princesa va demanar llavors a Déu de tornar al seu estat anterior; en un somni, un àngel li va dir que anés al Gavaldà a una font anomenada Burlatis. No la va poder trobar i es va banyar a una altra font (Banhòu, Losera) que no va produir cap efecte; finalment, va trobar la font de Burlatis (actual Santa Enimia, a la Losera, una de les fonts on neix el Tarn), s'hi va banyar i es va guarir. Però només tornar-ne la malaltia va reaparèixer: va tornar a la font i en banyar-s'hi tornà a guarir-se, però sempre que en tornava, tornava a recaure. Va entendre que la voluntat divina era que restés en aquell lloc, i va quedar-s'hi vivint en una cova amb una servidora o fillola. El bisbe Hilari de Javols la va nomenar abadessa del lloc on es va fundar un convent mixt. Morí a la seva cova cap al 628.

### Llegenda del drac
La tradició associa Enímia amb la lluita contra un drac enviat pel diable. Juntament amb el bisbe Hilari de Javols el van combatre i derrotar.

## Veneració
El seu suposat germà Dagobert va buscar la tomba d'Enímia i encara que els monjos del lloc la van voler amagar, la va trobar: hi havia, però, dos cadàvers, el de la santa i el de la seva minyona (que també hauria mort). Aquest darrer havia estat marcat al front amb el nom d'Enímia perquè la santa no volia que el seu cos fos canviat del lloc; Dagobert, pensant que eren les d'Enímia, se n'emportà les restes de la minyona i foren depositades a la basílica de Saint-Denis. Aquesta circumstància fou revelada als monjos de Saint-Denis més tard, mitjançant un missatge diví. Com que el relat és llegendari, és possible que el canvi de cos sigui una fabulació que el cos de Saint-Denis sigui realment el d'Enímia.
A l'ermita aixecada on hi havia la cova es van conservar les suposades restes verdaderes de la santa, fins que el 1970 foren robades i no han aparegut.